# Licofró I de Feres
Licofró I de Feres (Lycophron, Λυκόφρων) fou tirà de Feres.
Va enderrocar al govern de la noblesa i va establir la seva tirania. Per estendre el seu poder a tot Tessàlia va combatre contra Larisa i els seus aliats (segurament els partidaris dels aleuades) i els va derrotar en una gran batalla (404 aC). El 395 aC Medi de Larissa, probablement el cap dels aleuades, amb ajut de diversos estats grecs, va reprendre la guerra contra Licofró que va rebre ajut d'Esparta. D'aquesta guerra va resultar la conquesta de Farsàlia. No se sap quan va morir però se'l suposa el pare de Jasó de Feres.